# People Like People Like People Like Us
People Like People Like People Like Us es el quinto álbum de estudio de la banda de rock Backyard Babies. Se lanzó al mercado en el año 2006 bajo el sello discográfico BMG. The Mess Age y Dysfunctional Professional fueron los sencillos promocionales que se conocieron de este disco.

## Lista de canciones
1. People Like People Like People Like Us - 2:00
2. Cockblocker Blues - 3:35
3. Dysfunctional Professional - 3:34
4. We Go a Long Way Back - 3:10
5. Roads - 4:23
6. Blitzkrieg Loveshock - 3:08
7. The Mess Age (How Could I Be So Wrong) - 3:30
8. I Got Spades - 3:03
9. Hold 'em Down - 2:49
10. Heroes & Heroines - 2:55
11. You Cannot Win - 3:34 (Nicke Andersson)
12. Things to Do Before We Die - 2:54